# Leymus cappadocicus
Leymus cappadocicus är en gräsart som först beskrevs av Pierre Edmond Boissier och Bal., och fick sitt nu gällande namn av Aleksandre Melderis. Leymus cappadocicus ingår i släktet strandrågssläktet, och familjen gräs. Inga underarter finns listade i Catalogue of Life.